# 比德戈扬
比德戈扬（西班牙語：Bidegoyan）是西班牙巴斯克自治区吉普斯夸省的一个市镇。总面积14平方公里，总人口427人（2001年），人口密度31人/平方公里。